# フラートン (カリフォルニア州)
フラートン（英: Fullerton、発音: /ˈfʊlərtən/、フラトンとも表記される）は、アメリカ合衆国カリフォルニア州オレンジ郡の都市。人口は14万3617人（2020年）。
1887年にジョージ・アメリゲとエドワード・アメリゲによって設立され、アッチソン・トピカ・アンド・サンタフェ鉄道のために土地を確保したジョージ・H・フラートンに因んで町の名前が付けられた。歴史的に農業の中心であり、バレンシアオレンジやその他柑橘類の果樹園が多かった。石油掘削、輸送および製造業も栄えた。カリフォルニア州立大学フラートン校など幾つかの高等教育機関もある。

## 歴史

### 初期の歴史
前史時代に剣歯猫族やマンモスなどのような動物がこの地域に棲んでいた証拠が、市内の北西部にあるラルフ・B・クラーク地域公園で見つかっている。1769年にガスパール・デ・ポルトラが遠征隊を率いてこの地域を通って北に向かったのが最初のヨーロッパ人であり、彼等はサンガブリエル・アークエンジェル伝道所を建設した。その後、ここにいた先住民族はガブリエリーニョ・インディアンと呼ばれた。この地域の土地はスペイン軍人フアン・パシフィコ・オンティベロスに特許されたランチョ・サンフアン・カホン・デ・サンタアナの一部となった。
オンティベロスは、1849年からのカリフォルニア・ゴールドラッシュの後で、マサチューセッツ州生まれのアベル・スターンズなどカリフォルニアに流入してきた開拓者達に、ランチョの土地の一部を売却し始めた。スターンズはこれをバスク人羊飼いのドミンゴ・バスタンチャリーに転売した。
1886年、マサチューセッツ州モールデンのジョージ・アメリゲとエドワード・アメリゲ兄弟がこの地域でカモ猟の休暇を楽しんでいるときに、アッチソン・トピカ・アンド・サンタフェ鉄道傘下のカリフォルニア中央鉄道が土地を探しているという噂を耳にした。この兄弟は良い機会だと感じ取り、アナハイムの北430エーカー (1.7 km²) の土地を約68,000ドルで買収した。
彼等は続いて、同じくサンタフェ鉄道傘下のパシフィック土地改良会社社長のジョージ・H・フラートンとの交渉を始めた。フラートンの調査によってアメリゲ兄弟の土地を鉄道が通るように変えられるならば、鉄道用地の無料通行権と利益の半分を提供することを申し出、1887年7月5日にエドワード・アメリゲが、現在ハーバー・ブールバードとコモンウェルス・アベニューの交差点となっている場所の土地権利を正式に登録した。
1894年、シカゴの引退した出版者で、ジョン・"ジョニー・アップルシード"・チャップマンの子孫であるチャールズ・チャップマンがフラートン東部のオレンジ果樹園を購入した。チャップマンのサンタ・イザベル牧場から導入したバレンシア種のオレンジは土地の気候に合っており、生産者に恩恵をもたらすことが分かった。フラートンはアメリカ合衆国にあるどの自治体よりも多くのオレンジの木を植えた。クルミとアボカドの栽培も成功し、この西部の鉄道町は農業地帯の中心地になった。フラートンは1904年に市制を布いた。

### ブームの時代

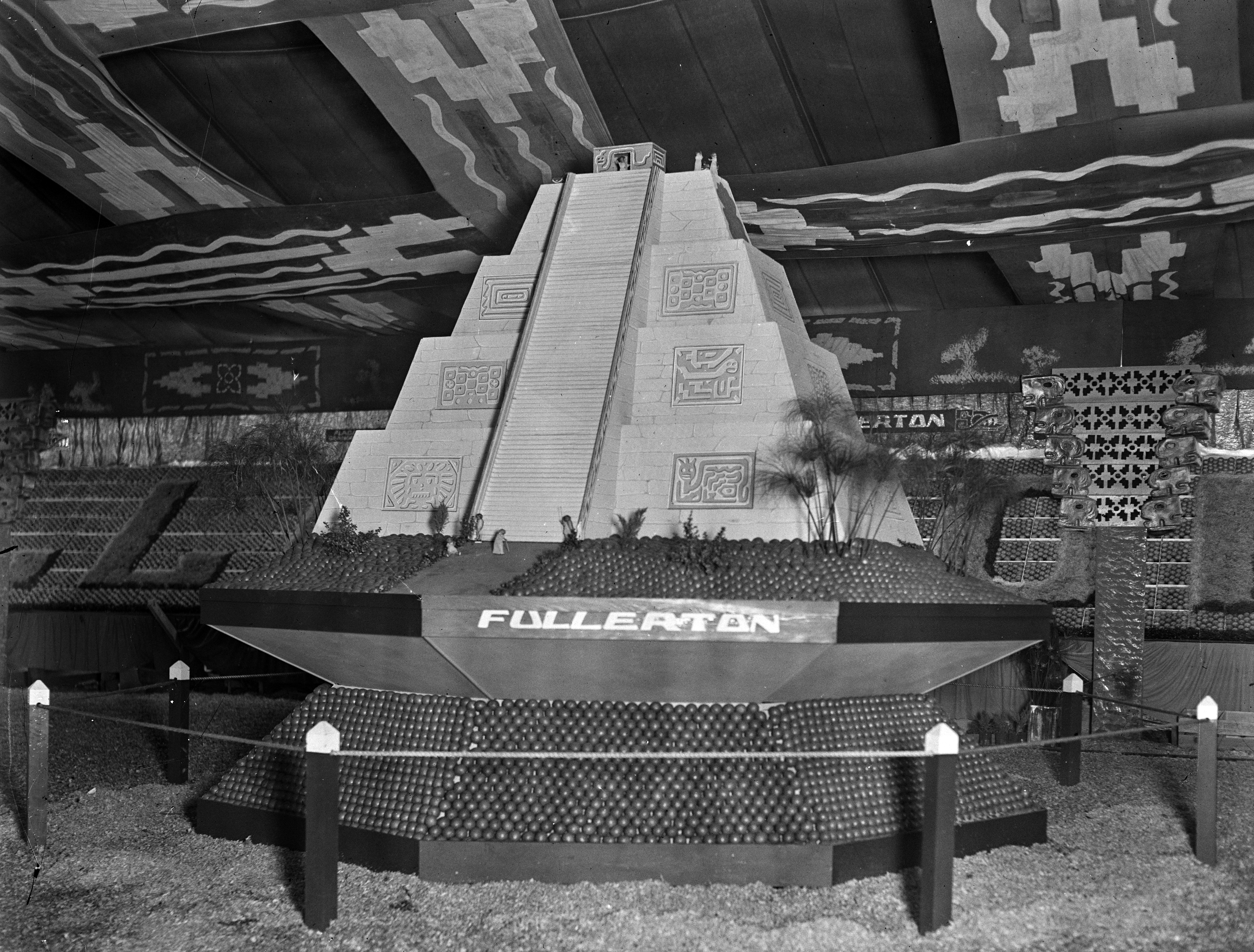
フラートン市のバレンシアオレンジ展示会、アステカのピラミッドを模している、1931年

ブレア＝オリンダ油田が発見された1880年に石油の掘削が始まり、最初の不動産ブームを加速させて、1920年代にはピークを迎えた。この時代の建築物はスペイン植民地復古調やイタリア・ルネッサンス調で造られ、1925年建設の歴史あるフォックス・フラートン劇場、1924年建設でフランク・ベンチリーが設計したウォルターとアデラ・マッケンサラーの家屋、フラートンのランドマークである1930年建設のプラマー公会堂と時計塔がこの時代の建築である。1913年にはフラートン・カレッジがチャップマン・アベニューとレモン通りに面する現在地に建設された。一方、市は1924年に町の通りに終夜駐車することを禁止し、これは今日も続けられている。
この期間には重要な公共事業も続いた。例えば1927年、南西部の農場がプラセンティアの牧場主かつ飛行家のウィリアムとロバート・ダウリングの依頼でフラートン市民空港に転換された。
1900年代半ばを通じて、経済は食料生産から食品加工に、また製造業にシフトした。フラートン南東部は工業の中心になった。1932年にバルビタ食品（後のハント・ウェッソン、現在はコンアグラ食品の一部）がフラートン西部で柑橘類ジュース工場の操業を始めた。1941年にはアメリカ合衆国でも最大の食品加工会社があった。1934年、A・W・レオ、トム・イェーツおよびラルフ・ハリソンが、フラートンにあるガレージを転換した所で最初のハワイアン・パンチの製法を開発した。市内では航空機用機器、電機と電子の部品、航法装置および実験器具も生産するようになった。
1949年、ディック・リーデルとビル・バリスが、アエロンカ・セダンを改良した「サンキスト・レディ号」を操縦し、フラートン空港から飛び立って1,008時間2分の滞空記録を作った。
1949年にはまた、レオ・フェンダーがフェンダー・テレキャスターと呼ばれるギターを開発してデザインを洗練させ、これが20世紀と21世紀の偉大な音楽家の間で使われるようになった。例えば、キース・リチャーズ、ジョー・ストラマー、ウェイロン・ジェニングス、ドワイト・ヨアカム、クレッグ・キャンプ、ジミー・ペイジ、カート・コバーン達である。

### 戦後の郊外化
フラートンの人口は第二次世界大戦後に退役兵がカリフォルニアに移ってきたので膨張し、特に州間高速道路5号線が建設され、隣接するアナハイム市が発展した後は顕著だった。
増え続ける人口に対処するためにカリフォルニア州議会は1957年にオレンジ郡州立カレッジを承認し、1959年にフラートン高校を母体に運営を始めた。1963年、このカレッジが現在の州立大学ブールバードにあるキャンパスに移転し、さらに何度か名前が変更された後で、カリフォルニア州立大学フラートン校となった。その他の教育機関も続き、フラートンは「教育都市」という評判が立った。面積26エーカー (105,000 m²) の植物園であるフラートン樹木園が市の北東部にあるこのキャンパスに隣接して1979年にオープンした。
製造業が発展するとかつてない程不動産価格を上昇させ、環境規制が増し、交通などの問題が増加した。20世紀の後半までに田園的な性格の大半を失い、郊外住宅地とショッピングセンターが多くを占めた。

### 現代

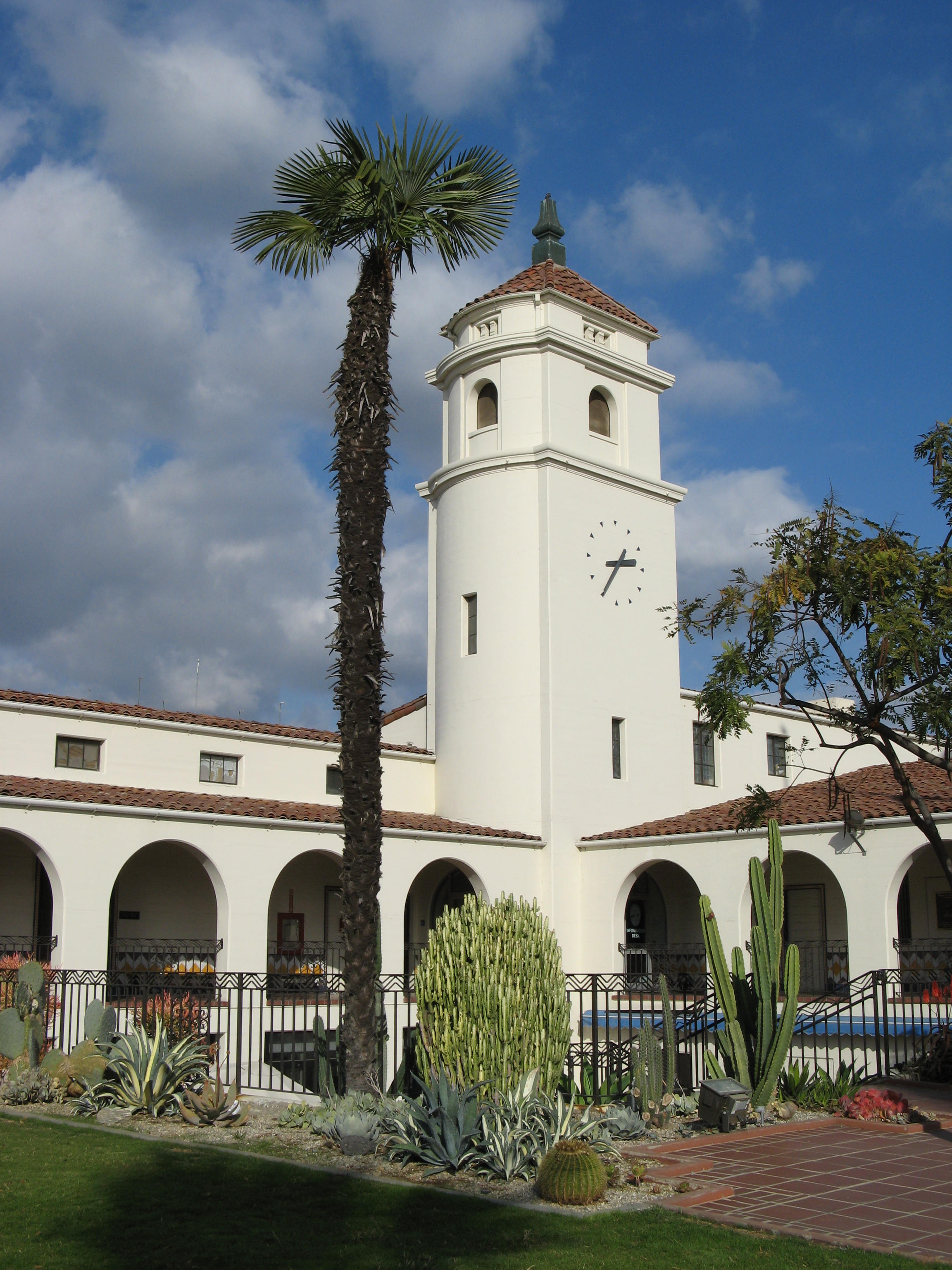
フラートン警察本部

21世紀最初の数年には幾つかの政治的な問題があった。1つは裕福な市北部と西部に対し、アナハイムと接する南部の間の階級的分裂であり、次に急速に消滅していた未開発地に対する需給の問題、さらには以前はコーカサス人が多かった地域にアジア人やラテン系の移民が流入したことなど人口動態的な変化だった。
多くの都市が抱えるように、成長と開発は議論の多い問題である。1990年代、中心街商業地区は経済的に落ち込み、眠ったような古風な店や小さな店舗があるだけという印象だった。中心街の問題の象徴的存在が地元のランドマークであるフォックス劇場であり、荒廃するに任されていた。2004年11月時点で、この劇場を買えるだけの寄付金が集まったが、修復のための資金までは集まっていなかった。2006年になって修復工事が開始された。
これと同じ時期に中心街、特にコモンウェルス・アベニューがより繁華な娯楽地区となり、雑誌「OC（オレンジ郡）ウィークリー」誌では「西部のバーボン・ストリート」と表現された。5年足らずの間に、アルコール飲料を販売する30ほどの店がオープンし、夜の中心街をより活発なものにした。この陽気な雰囲気では酔っぱらい、喧嘩および駐車場不足などの問題が持ち上がり、警察の特務部隊がこの問題に対処してきた。
市内では最後に残された未開発地であるコヨーテヒルズ地域を開発する提案がある。この議論の多い問題について、地元の環境保護運動家や低成長運動活動家は、州予算でこの地域を買い上げて公園にすべきと主張し、事業推進で成長指向の市政委員会と対立した。また、中心街に約300戸の集合住宅あるいはアパートを建設する計画もあり、より人口集中を生むことになる。
フラートン市西部にある面積293エーカー (1.2 km²) のヒューズ航空機社グランドシステムズグループの敷地が、2001年から2004年に「アメリゲ・ハイツ」と呼ばれる新しい住宅と商業の地区に再開発された。この開発によって隣接する地区の地価が大きく変化した。まず1980年代後半から1990年代初期にヒューズ社の従業員がその家屋を売ったので急激に下落し、オレンジ郡全体の不動産価値が上昇する中で急速に騰貴した。

## 地理

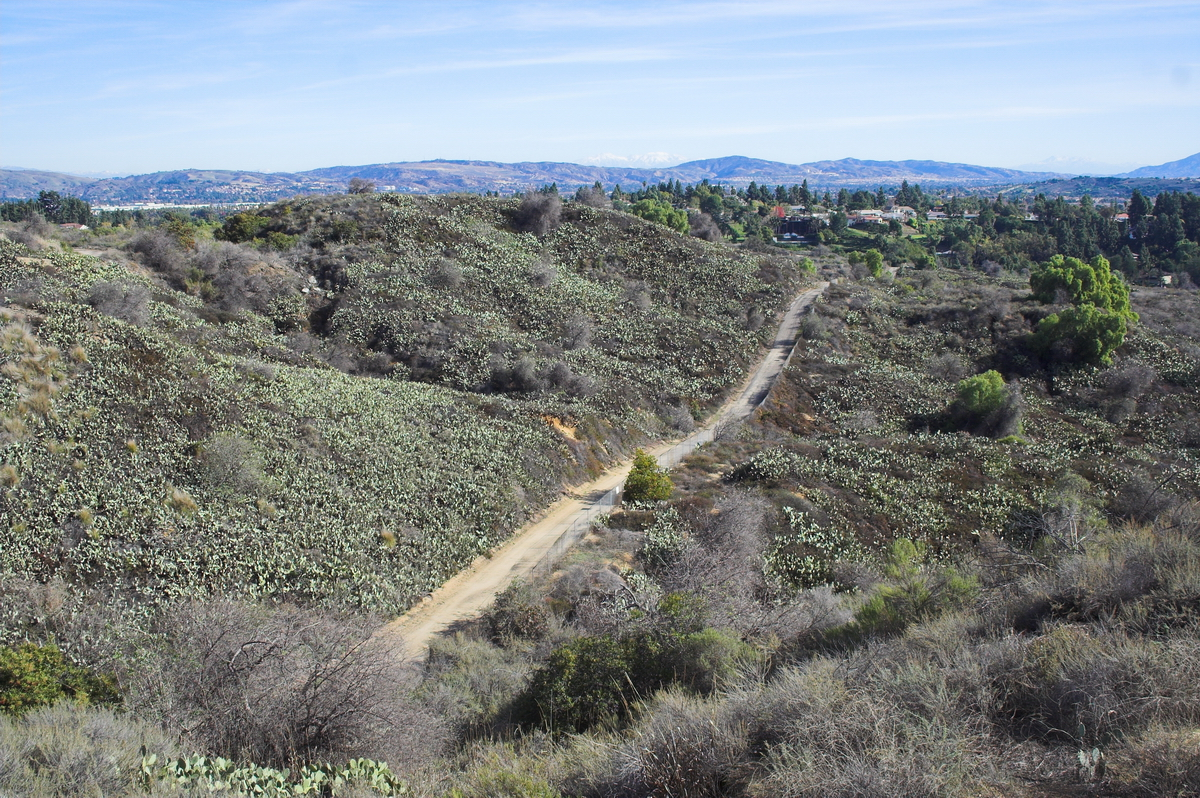
フラートン市内の西コヨーテヒルズの景観、オレンジ郡北部で数少ない開けた空間である

フラートンは北緯33度52分48秒 西経117度55分43秒 / 北緯33.88000度 西経117.92861度に位置する。ロサンゼルス市中心街からは南東に約25マイル (40 km)、郡庁所在地のサンタアナ市からは北北西に11マイル (18 km) の距離にある。平均標高は150フィート (46 m) であり、太平洋からは直線距離で約11マイル (18 km) 北東にある。地中海性気候であり、年間平均気温は 62.2°F(16.8℃) である。
アメリカ合衆国国勢調査局に拠れば、市域全面積は22.2平方マイル (57.6 km2)であり、このうち陸地は22.2平方マイル (57.5 km2)、水域は0.04平方マイル (0.1 km2)で水域率は0.14％である。
フラートン市は北にラファブラとブレア、北東にラミラダ、西にブエナパーク、南にアナハイム、東にプラセンティアの各市と接している。
平坦な中心街地域は、ハーバー・ブールバードとコモンウェルス・アベニューの交差点を中心に格子状に配置されている。近年のリニューアルや美化運動によって、専門店、コーヒーショップおよびレストランなどを集め、中心街の性格の大半を変えずに保持してきた。市の南東部は伝統的に工業地域であり、特にレイモンド通りの東とコモンウェルス・アベニューの南は小規模製造者が集まっている。
市域の北端と西端はコヨーテヒルズであり、低い山なみが東と西のコヨーテヒルズに分かれている。この地域の南と西はサニーヒルズと呼ばれている。市の歴史の大半でこれらの地域は柑橘樹の林、開けた低木地および油田だった。バスタンチャリー道路沿いに乗馬道や多くの古い私有地が残っているが、この地域を抜ける曲がりくねった道路は一連の住宅用小区画や商業開発地に繋がっている。近年、市政委員会は市内中で残っている空き地での開発を認めようとしている。最も著名な進行中のプロジェクトが西コヨーテヒルズであるが、地域の市民から反対を受けている。

## 経済
2009年包括的年次財政報告書に拠れば、フラートン市の雇用主トップ10は下表の通りである。
| 順位 | 雇用主                             | 従業員数 |
| ---- | ---------------------------------- | -------- |
| 1    | カリフォルニア州立大学フラートン校 | 3,667    |
| 2    | セントジュード医療グループ         | 2,725    |
| 3    | フラートン教育学区                 | 1,390    |
| 4    | ベックマン・クールター             | 1,300    |
| 5    | レイセオン                         | 1,200    |
| 6    | フラートン共同高校学区             | 1,107    |
| 7    | フラートン・カレッジ               | 1,060    |
| 8    | アルコア・ファスナーシステムズ     | 975      |
| 9    | フラートン市                       | 810      |
| 10   | ニューアルバートサンズ             | 800      |

## 政府と政治

### 市政府
フラートンは一般法の市政委員会・シティマネジャー方式を採用する都市である。立法府は5人の非党派委員からなる市政委員会に委ねられ、委員は2年ごとに選出される4年任期である。委員が市長となる議長を選出するが、日々の運営のためにはシティマネジャーを雇用する。委員は全て全市を選挙区として選ばれている。選挙は2年ごとに行われ、偶数年11月に行われる州全体の一般選挙と同時に行われる。
2009年時点で市内には69,791人の有権者が居る。支持政党別内訳は以下の通りである。
- 共和党支持者 - 29,245人
- 民主党支持者 - 23,478人
- 支持政党なし - 14,154人
- アメリカ独立党支持者 - 1,447人
- リバタリアン党支持者 - 523人
- アメリカ緑の党支持者- 388人
- 平和と自由党支持者 - 231人
- 自然法党支持者 - 104人
- その他 - 325人

### 州と連邦議会
フラートン市は伝統的に州議会と連邦議会で保守的な共和党候補者を選出してきた。
カリフォルニア州議会では、上院の第33、第34および下院の第71、72選挙区に属している。連邦議会下院ではカリフォルニア州第40および第47選挙区に属し、クック投票動向指数ではそれぞれ共和党+8、民主党+5となっている。2010年時点では州上院で共和党と民主党議員が各1人、州下院は共和党議員、連邦議会下院では共和党と民主党議員が各1人務めている。

## 教育

### 公立学校
市内には5つの公立高校があり、すべてフラートン合同高校学区が管轄している。
7年生と8年生を教える中学校が3校、幼稚園生から6年生（一部は8年生）までを教える小学校が17校ある。

### カトリック系など私立学校
フラートンのカトリック系学校はローマ・カトリック教会オレンジ教区の傘下にあり、4校ある。その他バークレー学校など私立学校が4校ある。

### 高等教育機関

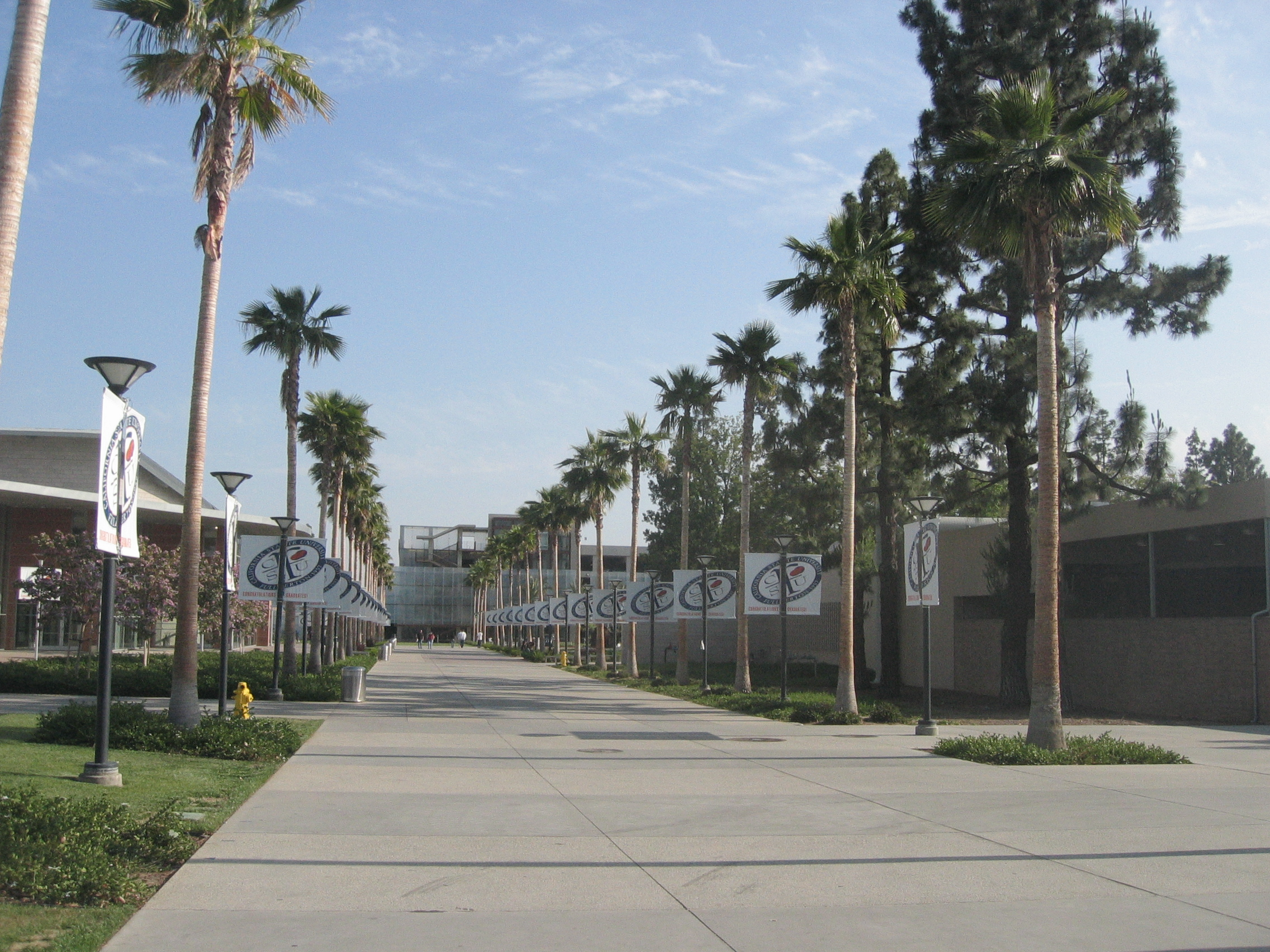
カリフォルニア州立大学フラートン校

- カリフォルニア州立大学フラートン校、略称はCSUF、1957年にオレンジ郡州立カレッジとして設立、カリフォルニア州立大学システムの中では12校目、主キャンパスは市内北東部、州道57号線とナットウッド・アベニューに近い元はオレンジ果樹園で、広さ236エーカー (1 km²)。2007年秋学期での学部と大学院を併せた学生数は37,130人であり、カリフォルニア州立大学システムの中では最大、かつカリフォルニア州の大学の中では2番目に大きい。

- フラートン・カレッジ、2年制コミュニティ・カレッジ、カリフォルニア州で連続的に運営されているカレッジとしては最古、オレンジ郡北部コミュニティ・カレッジ地区に属し、フラートン統合高校に隣接する63エーカー (255,000 m²) のキャンパスにある。
- ウェスタン州立大学法科カレッジ
- ホープ国際大学
- 南カリフォルニア眼科カレッジ

## 文化とレクリエーション
フラートン市には活発な音楽シーンがある。オレンジ郡ハードコア・パンクロックの中心であり、ジ・アドレサンツ、エージェント・オレンジ、ソーシャル・ディストーションおよびTSOLのようなバンドを生んでいる。オルタナティブ・ロックのバンドノー・ダウトのリードボーカルであるグウェン・ステファニーはカリフォルニア州立大学フラートン校の出身で、このバンドは定期的に大学で演奏していた。その他の地元出身のバンドとしては、オフスプリングとLitがある。シンガーソングライターのジャクソン・ブラウンも市内のサニーヒルズ高校に通った。
フラートンの音楽の歴史に大きく貢献してきたのがフェンダー楽器会社であり、「ストラットキャスター」や「テレキャスター」のようなエレキギター、プレシジョンベース・ベースギター、およびツインリバーブ・ギターアンプといった製品が音楽事業を革新し、ロックンロールの発展に大いに貢献してきた（その経歴のある時点でフェンダーの製品を使わなかったロック音楽家もいたが、概して短命だった）。創業者レオ・フェンダーは1964年にこの会社をCBSに売却した。楽器の製造は1985年までフラートンの工場で続けられ、その後民間投資家グループに売却された。後にフェンダー楽器コーポレーションとして再建され、隣接するコロナ市とメキシコ国境を越えたバハ・カリフォルニア州エンセナーダに製造施設があり、アリゾナ州スコッツデールに本社を置いている。1980年、レオ・フェンダーと当所からの共同経営者ジョージ・フラートンが再び新しい会社G&Lギターズを興し、フラートンにある古い工場を使っている。
マルバーン・アベニューのユークリッド・アベニュー近く、マッケンセイラー文化センターには画廊と劇団が入っている。マッケンセイラー家の元の資産が1965年にハロルド・マッケンセイラーによって市に寄付された。
フラートン博物館センターは中心街にある古いカーネギー図書館の中に多くの専門分野の展示スペースを作っている。

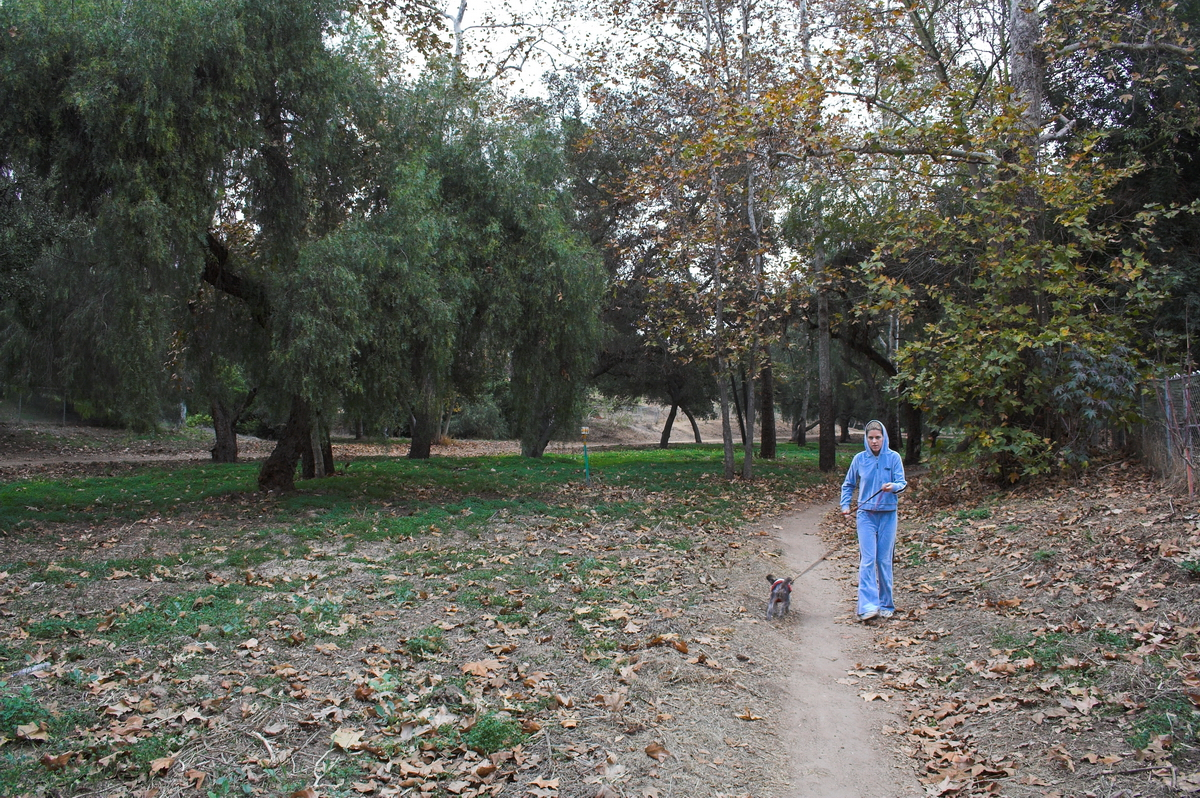
ヒルチャー公園

市内にはフラートン公共図書館がある。本館は中心街のコモンウェルス・アベニューにあり、市役所に隣接している。バスク・アベニューにはハント支所と呼ばれる分館がある。
フラートンには多様で成長を続けている演劇界がある。南カリフォルニア最大の劇団であるフラートン市民ライトオペラは、プラマー公会堂を本拠にしている。地元のフラートン・カレッジやフラートン高校の芸術学校のような教育機関が多くの大規模な公演を行っている。その他マベリック劇団、ステージズ劇団およびハンガー芸術家劇団など幾つかの町の劇団がある。
市内にはヒルクレスト公園、クレイグ地域公園およびラルフ・B・クラーク地域公園など50以上の市民公園がある。フラートン樹木園は市内北東部に敷地面積26エーカー (105,000 m²) の彫刻のある庭園と変わった植物を揃えている。さらにブレアダム・レクリエーション地域には約200エーカー (0.8 km²) のレクリエーション用地と乗馬センターに歩道、2つのゴルフコース、テニスセンターがある。この地域はセントジュード病院やジャネット・エバンス水泳施設の背後にある。
市内では「フラートン・オブザーバー」紙という南カリフォルニアの自治体では数少ない完全に独立した新聞が発行されている。「フラートン・オブザーバー」紙はすべてボランティアによって編集され、月2回発行されている。1970年代後半に公正な住宅取得と公民権運動の活動家でコヨーテヒルズを解放空間として保存することを呼びかけたラルフ・ケネディによって創刊された。2010年フラートン市と「オレンジ郡レジスター」紙が「フラートン・オブザーバー」紙にそれ自体新聞であることを実証するよう異議申し立てをおこなった。これに対して、「フラートン・オブザーバー」紙は新聞と裁定されているものとして訴訟を取り下げた。
フラートン市はノース・アメリカン・リーグに所属するオレンジカウンティ・フライヤーズ（元フラートン・フライヤーズが本拠地にしている。球場はグッドウィン野球場であり、カリフォルニア州立大学フラートン校のスポーツチームであるタイタンズも使っている。

## 人口動態
以下は2000年の人口統計データである。
| 基礎データ - 人口: 137,437人（2008年推計） - 世帯数: 44,044世帯（2008年推計） - 家族数: 29,610家族 - 人口密度: 2,191.4人/km2（5,675.9人/mi2） - 住居数: 44,771軒 - 住居密度: 778.7軒/km2（2,016.7軒/mi2） 人種別人口構成 - 白人: 61.89% - アフリカン・アメリカン: 2.27% - ネイティブ・アメリカン: 0.69% - アジア人: 16.08% - 太平洋諸島系: 0.23% - その他の人種: 14.81% - 混血: 4.03% - ヒスパニック・ラテン系: 30.17% 年齢別人口構成 - 18歳未満: 25.1% - 18-24歳: 11.5% - 25-44歳: 32.3% - 45-64歳: 19.8% - 65歳以上: 11.3% - 年齢の中央値: 33歳 - 性比（女性100人あたり男性の人口） - 総人口: 97.7 - 18歳以上: 96.1 | 世帯と家族（対世帯数） - 18歳未満の子供がいる: 33.0% - 結婚・同居している夫婦: 51.9% - 未婚・離婚・死別女性が世帯主: 11.0% - 非家族世帯: 32.1% - 単身世帯: 23.5% - 65歳以上の老人1人暮らし: 7.3% - 平均構成人数 - 世帯: 2.83人 - 家族: 3.37人 収入と家計 - 収入の中央値 - 世帯: 75,700米ドル（2005年推計） - 家族: 57,345 米ドル - 性別 - 男性: 40,674米ドル - 女性: 31,677米ドル - 人口1人あたり収入: 23,370米ドル - 貧困線以下 - 対人口: 11.4% - 対家族数: 8.0% - 18歳未満: 13.6% - 65歳以上: 5.4% |

## インフラ

### 交通
鉄道町として設立されたフラートンは現在でもBNSF鉄道が町を分断しており、その線路上をアムトラックの「サウスウェスト・チーフ」と「パシフィック・サーフライナー」およびメトロリンクの91ラインとオレンジカウンティーラインが走っている。メトロリンクあるいはアムトラックでロサンゼルス市までの平均所要時間は30分である。
アムトラックのフラートン駅は中心街のフラートン交通センターにあり、オレンジ郡交通局のバスターミナルとしても機能している。
市内は3つの主要高速道路が通っている。カリフォルニア州道91号線はオレンジソープ・アベニューの南を東西に横切っている。この道は市の西部マグノリア・アベニュー近くで州間高速道路5号線すなわちサンタアナ・フリーウェイと交差し、市内東部州立カレッジ・ブールバード近くで州道57号線すなわちオレンジ・フリーウェイト交差している。
オレンジ郡内に唯一残っている一般用途空港であるフラートン市民空港は市の南西部にあり、地域にあって1970年代まで航空機産業の雄だったヒューズ航空機社の最後の敷地である。1970年代初期から1980年代初期までこの空港に、当時最大級のコミューター航空会社であるゴールデンウェスト航空が就航していた。

### 緊急サービス
フラートンの消防活動はフラートン消防署が担当し、救急車はケア・アンビュランス・サービスが運行している。フラートン警察署が法執行を担当しており、カリフォルニア州立大学警察部もカリフォルニア州立大学フラートン校キャンパスの近くの区域での警察権を持っている。

## 姉妹都市
フラートンは世界の4つの都市と姉妹都市を結んでいる。
- 大韓民国、慶尚北道、永川市
- 大韓民国、京畿道、龍仁市
- 日本、福井県、福井市
- メキシコ、ミチョアカン州、モレリア市